# Arquitectura escolar en la ciudad de Buenos Aires

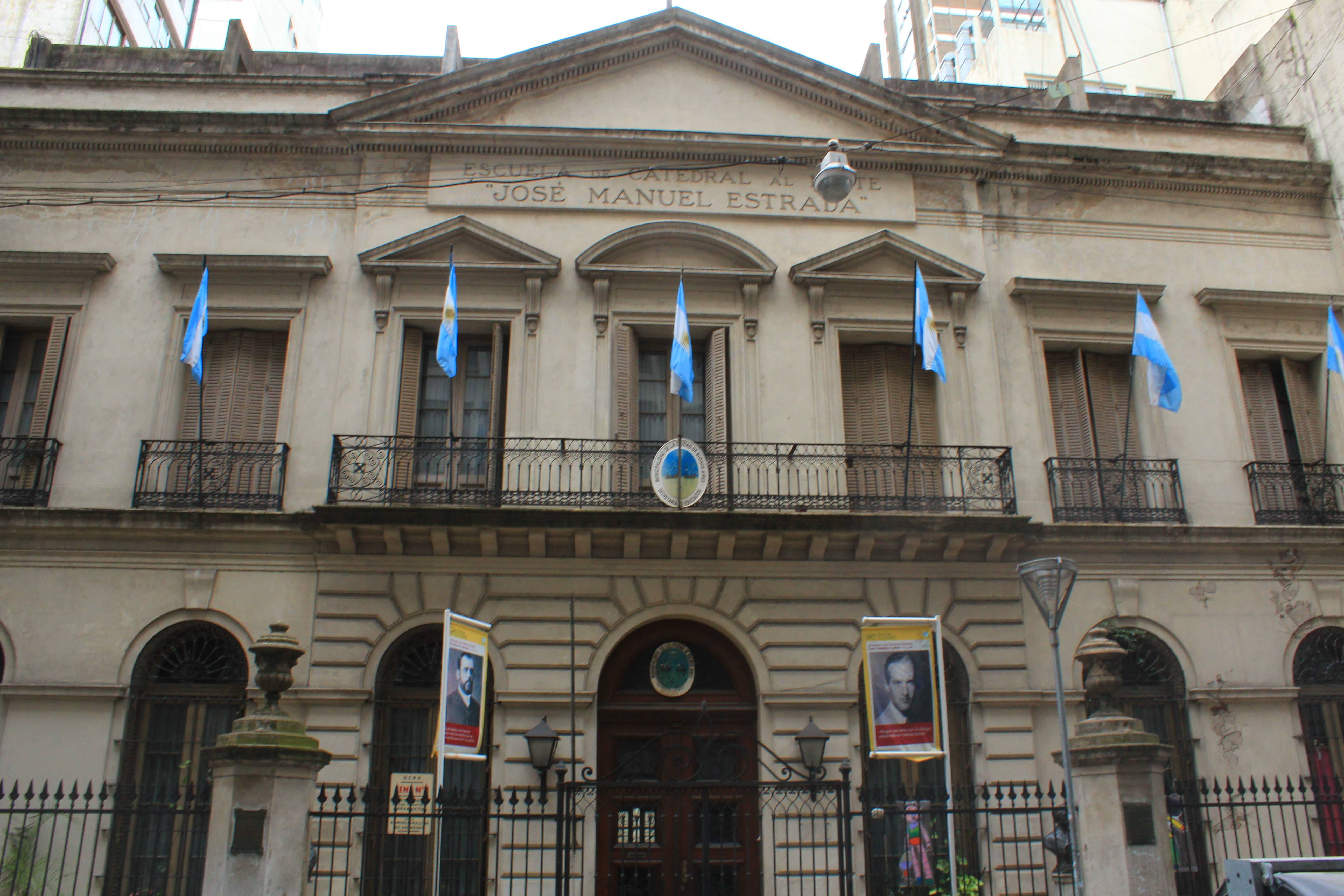
La actual Escuela 4 (D.E. 1º) ocupa el mismo lugar de la vieja Escuela de Catedral al Norte, primer edificio construido especialmente como establecimiento educativo en la historia de Buenos Aires, en 1859. Su fachada es una réplica de la original.

La arquitectura escolar en la Ciudad de Buenos Aires comprende los establecimientos educativos de niveles primario y secundarios construidos por la administración pública, tanto de rango nacional como local. Tiene su piedra fundacional hacia 1857 y lleva más de ciento cincuenta años de desarrollo y evolución, pasando por distintas etapas, reflejo de diversas concepciones ideológicas y estéticas.

## Historia

### Período colonial y post colonial
En el la época de la dominación española, existió en la ciudad de Buenos Aires un precario sistema educativo conocido como “Escuelas del Rey”, eran gratuitas y sostenidas por fondos del Cabildo, que becaba a un número reducido de alumnos. Convivían con las escuelas católicas que funcionaban en distintos conventos y parroquias de la ciudad. Con la Independencia de la Argentina del Imperio español, pasaron a ser denominadas “Escuelas de la Patria”.
Durante todo este lapso temporal, no existió una arquitectura escolar como tal, ya que las escuelas funcionaban precariamente en locales o viviendas rentadas por el Cabildo a particulares, situación que se prolongaría durante la primera mitad del siglo XIX, con el gobierno de Juan Manuel de Rosas.

### Período del Estado de Buenos Aires
Recién en la breve existencia del Estado de Buenos Aires, independizado de las Provincias Unidas del Río de la Plata entre 1852 y 1861, se dio el primer paso hacia la construcción de edificios para la Educación, pensados con este objetivo desde el comienzo. Cuando en 1856, el gobernador de Buenos Aires Pastor Obligado creó el Departamento de Escuelas, nombró al frente a Domingo Faustino Sarmiento, quien decidió instalar la Escuela Modelo de Catedral al Sud en una parte de la casona colonial en donde había vivido la familia de Rosas (calle Moreno, entre Bolívar y Perú). Aunque no se trató de un edificio a nuevo, fue la primera vez que se adecuó una construcción especialmente para dar clases en ella.
La obra de la Escuela Modelo se comenzó en diciembre de 1857 y se inauguró en 1858. Sarmiento agregó a la vieja casa un piso alto y adecuó los interiores para que las habitaciones se transformaran en aulas, además de techar el viejo patio interior para que funcionara como salón principal.
En julio de 1858, se aprobaba en la Legislatura de la Provincia de Buenos Aires la Ley 1858, que instauraba un fondo para la construcción de edificios escolares. En mayo de 1859, se colocó la piedra fundamental de la primera edificación proyectada desde los planos con objetivos educativos: la Escuela de Catedral al Norte, que venía a contrapesar la existencia de la Catedral al Sur, ubicándose en la actual calle Reconquista 461. El Presidente Santiago Derqui, su ahora Ministro de Gobierno Domingo Sarmiento, el Gobernador de Entre Ríos Justo José de Urquiza y el General Bartolomé Mitre participaron de la inauguración del establecimiento, el 18 de julio de 1860.
En los siguientes años, avanzaría la construcción de diversas escuelas públicas, liderada por Sarmiento.

### Período del Consejo Nacional de Educación

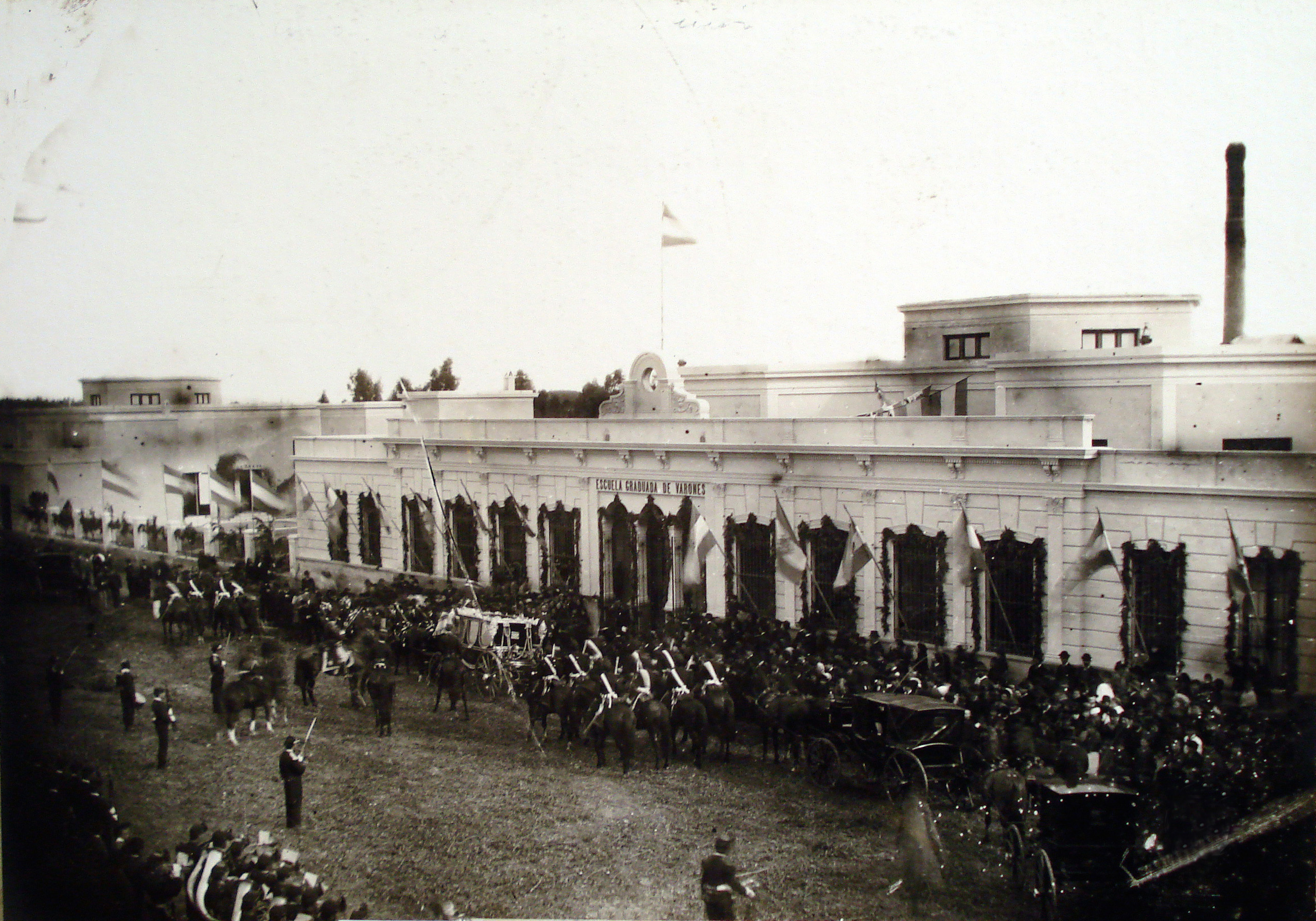
Acto de inauguración de las primeras catorce escuelas públicas de Buenos Aires, en el edificio de Entre Ríos y Cochabamba.

En enero de 1881, el presidente Julio Argentino Roca creó el Consejo Nacional de Educación, nombrando como Superintendente del mismo al ya consagrado Sarmiento. Mientras avanzaba la construcción de los primeros edificios escolares proyectados específicamente para ese fin, en julio de 1884 quedó sancionada la Ley 1420 de Educación Común. 
La aprobación de esta Ley deviene en la creación de múltiples edificios escolares. En el margen de los años 1881 y 1886 se edificaron 54 nuevas escuelas, de las cuales 40 se inauguraron en un solo día. 
La mayor parte de las escuelas construidas a raíz de la Ley, tenían una escala intermedia, sin un necesario alto grado de protagonismo en el espacio urbano. Los lotes obtenidos para la construcción de los edificios generalmente eran más largos que el ancho del frente. Se mantenía un sector principal para la dirección, la administración, los vestíbulos y la vivienda del director. Otro espacio con aulas dispuestas en forma de isla rodeadas por corredores al aire libre. Finalmente, las aulas especiales y los sanitarios.
En el ingreso se generaban tres puertas de ingreso; una central, de acceso para los docentes y dos laterales para los alumnos.

#### Presidencia de Benjamín Zorrilla
Ya bajo la presidencia de Benjamín Zorrilla, el 1 de junio de 1884 quedaron inauguradas las primeras catorce escuelas en la ciudad de Buenos Aires, contando con la presencia del Presidente Roca, su Ministro de Instrucción Pública Eduardo Wilde y una comitiva de figuras del gobierno, que encabezó el acto principal ocurrido en la Escuela Elemental ubicada en Avenida Entre Ríos entre Cochabamba y Constitución (hoy llamada “Carlos Pellegrini”).
Estos primeros catorce edificios escolares diseñados y construidos por el Consejo Nacional de Educación entre 1882 y 1884 fueron:
- Escuela Graduada de Niñas y Varones en calle Bolívar entre Moreno y Belgrano (hoy Escuela Politécnica Nº 5, D.E. 4º “Manuel Belgrano”)
- Escuela Graduada de Niñas y Varones en calle Sarmiento entre Uriburu y Pasteur (hoy Esc. Primaria Común N° 14 D.E. 1 “Cornelio Saavedra”)
- 2 Escuelas Graduadas (de Niñas y de Varones), en la esquina de las calles Garay y Piedras (hoy Esc. Integral Interdisciplinaria N° 03)
- Escuela Graduada de Varones, en calle Perón entre Cerrito y Libertad (hoy Esc. Primaria Común N° 09 D.E. 1 “Familia de Cabezón”)
- Escuela Elemental, en Avenida Entre Ríos entre Cochabamba y Constitución (hoy Esc. Primaria Común N° 21 y Nº 22 D.E. 3 “Carlos Pellegrini”, Sede del Distrito Escolar 3º y Biblioteca del Docente, donde se encuentra ubicada la Puerta Historiada)
- Escuela Elemental, en la esquina de las calles Moreno y Rincón (hoy Esc. Primaria Común N° 09 D.E. 3 “Mariano Moreno”)
- Escuela Elemental, en calle Carlos Calvo entre Lima y Salta (hoy Esc. Primaria Común N° 07 D.E. 3 “Gral. Güemes”)
- Escuela Elemental, en Avenida Pueyrredón, entre Lavalle y Tucumán (hoy Esc. Primaria Común N° 14 D.E. 2 “Juan Martín de Pueyrredón”)
- Escuela Elemental, en calle Vieytes entre Río Cuarto e Iriarte (hoy Esc. Primaria Común N° 27 D.E. 5 “Manuel de Sarratea”)
- Escuela Elemental, en calle San Antonio entre Río Cuarto e Iriarte (hoy Esc. Primaria Común N° 20 D.E. 5 “Nieves Escalada de Oromi”)

El 3 de octubre de 1886, se realizaría un nuevo acto liderado por el presidente Roca y los miembros del Consejo Nacional de Educación, en el cual se inauguraron cuarenta nuevas escuelas públicas, ya respaldadas por la nueva Ley de Educación Común:
- Calle Talcahuano esquina Viamonte
- Calle Rodríguez Peña 393
- Calle Paraná entre Charcas y Santa Fe
- Calle Santa Fe y Paraná
- Cinco Esquinas